# Philus lumawigi
Philus lumawigi är en skalbaggsart som först beskrevs av Hüdepohl 1990.  Philus lumawigi ingår i släktet Philus och familjen långhorningar.
Artens utbredningsområde är Filippinerna. Inga underarter finns listade i Catalogue of Life.